# Katolička Crkva u Irskoj
Katolička crkva u Irskoj je najveća vjerska zajednica u Irskoj u punom zajedništvu s papom, trenutno Franjom. Katolička crkva u Irskoj ima svoje središte u Armaghu, te zauzima teritorije cijelog Irskog otoka odnosno Republike Irske i Sjeverne Irske. Prema popisu stanovništva 84,2% građana Republike Irske su katolici  a prema procjenama 43,8% radnog stanovništva Sjeverne Irske su katolici.
Kršćanstvo je došlo u Irsku početkom 5. stoljeća, a prošireno je radom ranih misionara poput Paladija i više slavnog Svetog Patrika.
Crkva je organizirana u četiri crkvene pokrajina, vode ju četiri nadbiskupa i dvadeset tri biskupa, međutim postoji više biskupa točnije njih dvadeset sedam. Katolička crkva u Irskoj podijeljena je još na 1.087 župa, postoji oko 3.000 svećenika, administratora, profesora na fakultetima. Udruga katoličkih svećenika je dobrovoljno udruženje svećenika u Irskoj koja tvrdi da ima 800 članova.
Tu su i mnogi vjerski instituti kojima upravljaju augustinci, kapucini, karmelićani, dominikanci, franjevci i drugi redovi. Ukupan broj redovnih klera je oko 700 koji sudjeluje u nastavi ili u misijama.

## Vanjske poveznice
- Irska Biskupska Konferencija